# مهراسپ
مهراسپ شاه دست‌نشانده اشکانیان در منطقه آدیابن در اوایل قرن دوم پس از میلاد بود. او توسط تراژان در سال ۱۱۶ پس از میلاد شکست خورد.